# العلاقات الفلبينية العمانية
العلاقات الفلبينية العمانية هي العلاقات الثنائية التي تجمع بين الفلبين وسلطنة عمان.

## مقارنة بين البلدين
هذه مقارنة عامة ومرجعية للدولتين:
| وجه المقارنة                                              | الفلبين                       | سلطنة عمان    |
| --------------------------------------------------------- | ----------------------------- | ------------- |
| المساحة (كم2)                                             | 343.45 ألف                    | 309.50 ألف    |
| عدد السكان (نسمة)                                         | 104.92 مليون                  | 4.64 مليون    |
| الكثافة السكانية (ن./كم²)                                 | 305.49                        | 14.99         |
| العاصمة                                                   | مانيلا                        | مسقط          |
| اللغة الرسمية                                             | اللغة الفلبينية، لغة إنجليزية | اللغة العربية |
| العملة                                                    | بيسو فلبيني                   | ريال عماني    |
| الناتج المحلي الإجمالي (بليون دولار)                      | 313.60 مليار                  | 72.64 مليار   |
| الناتج المحلي الإجمالي (تعادل القوة الشرائية) بليون دولار | 743.90 مليار                  | 179.49 مليار  |
| الناتج المحلي الإجمالي الاسمي للفرد دولار أمريكي          | 2.90 ألف                      | 15.55 ألف     |
| الناتج المحلي الإجمالي للفرد دولار أمريكي                 | 7.39 ألف                      | 38.63 ألف     |
| مؤشر التنمية البشرية                                      | 0.668                         | 0.793         |
| رمز المكالمات الدولي                                      | +63                           | +968          |
| رمز الإنترنت                                              | .ph                           | عمان          |
| المنطقة الزمنية                                           | توقيت الفلبين                 | ت ع م+04:00   |

## منظمات دولية مشتركة
يشترك البلدان في عضوية مجموعة من المنظمات الدولية، منها:
| علم المنظمة | اسم المنظمة                               | تاريخ انضمام الفلبين | تاريخ انضمام سلطنة عمان |
| ----------- | ----------------------------------------- | -------------------- | ----------------------- |
|             | وكالة ضمان الاستثمار متعدد الأطراف        | 8 فبراير 1994        | 1989                    |
|             | منظمة الشرطة الجنائية الدولية             | ?                    | ?                       |
|             | منظمة حظر الأسلحة الكيميائية              | ?                    | ?                       |
|             | منظمة التجارة العالمية                    | 1995                 | 2000                    |
|             | الفريق المعني برصد الأرض                  | ?                    | ?                       |
|             | الأمم المتحدة                             | 24 أكتوبر 1945       | 7 أكتوبر 1971           |
|             | مؤسسة التمويل الدولية                     | 12 أغسطس 1957        | 1973                    |
|             | يونسكو                                    | 21 نوفمبر 1946       | 10 فبراير 1972          |
|             | مؤسسة التنمية الدولية                     | 28 أكتوبر 1960       | 1973                    |
|             | البنك الدولي للإنشاء والتعمير             | 27 ديسمبر 1945       | 1971                    |
|             | المنظمة الهيدروغرافية الدولية             | ?                    | ?                       |
|             | الاتحاد البريدي العالمي                   | ?                    | ?                       |
|             | المركز الدولي لتسوية المنازعات الاستشارية | 17 ديسمبر 1978       | 1995                    |
|             | الاتحاد الدولي للاتصالات                  | 25 مايو 1912         | 28 أبريل 1972           |

## وصلات خارجية
- موقع وزارة الخارجية الفلبينية
- موقع وزارة الخارجية العمانية